# Cruz Podrida
Cruz Podrida är en ort i Mexiko.   Den ligger i kommunen Xochistlahuaca och delstaten Guerrero, i den sydöstra delen av landet, 300 km söder om huvudstaden Mexico City. Cruz Podrida ligger 430 meter över havet och antalet invånare är 136.
Terrängen runt Cruz Podrida är kuperad. Runt Cruz Podrida är det ganska glesbefolkat, med 50 invånare per kvadratkilometer. Närmaste större samhälle är Guadalupe Victoria, 1,2 km öster om Cruz Podrida. Omgivningarna runt Cruz Podrida är en mosaik av jordbruksmark och naturlig växtlighet.